# Lucas Paulista (Fußballspieler, 1996)
Lucas Paulista (* 8. Juni 1996 in São Paulo), mit vollständigen Namen Lucas Marques da Silva, ist ein brasilianisch-argentinischer Fußballspieler.

## Karriere
Lucas Paulista erlernte das Fußballspielen in den brasilianischen Jugendmannschaften von CR Flamengo und Grêmio FBPA. Von 2011 bis 2012 wurde er als Jugendspieler nach Serbien an den FK Smederevo verliehen. Mit dem Verein aus Smederevo spielte er dreimal in der ersten Liga. Nach der Ausleihe kehrte er zu Grêmio zurück. Hier kam er in der zweiten Mannschaft zum Einsatz. Von 2014 bis 2017 spielte er in den unterklassigen brasilianischen Vereinen Independente FC, Horizonte FC und Nova Russas EC. Im Januar 2018 ging er nach Argentinien. Hier schloss er sich ein Jahr dem Deportivo Español aus der Hauptstadt Buenos Aires an. 2019 kehrte er nach Brasilien zurück. Hier nahm ihn sein ehemaliger Verein Independente FC bis Februar 2020 unter Vertrag. Am 20. Februar 2020 zog es ihn nach Thailand. Hier unterschrieb er in Nakhon Si Thammarat einen Vertrag beim Drittligisten Nakhon Si United FC. Mit dem Verein spielte er in der Southern Region der Liga. Im Dezember des gleichen Jahres nahm ihn der ebenfalls in der Southern Region spielende Surat Thani City FC aus Surat Thani unter Vertrag. Die Saison 2021/22 stand er beim Ligakonkurrenten Satun United FC in Satun unter Vertrag. Im März 2022 ging er nach Laos, wo er sich dem Erstligisten Young Elephants FC aus der Hauptstadt Vientiane anschloss. Am Ende der Saison feierte er mit dem Verein die laotische Meisterschaft sowie den Gewinn des Lao FF Cup. Nach Saisonende ging er nach Hongkong, wo er am 30. September 2022 einen Vertrag beim Zweitligisten Citizen AA unterschrieb. Für den Klub schoss er in 26 Spielen zwölf Tore. Nach der Saison wurde sein Vertrag nicht verlängert. Von Anfang Juli 2023 bis Anfang Januar 2024 war er vertrags- und vereinslos. Am 10. Januar 2024 nahm ihn der Zweitligist 3 Sing FC unter Vertrag.

## Erfolge
Young Elephants FC
- Laotischer Meister: 2022
- Laotischer Pokalsieger: 2022